# Ostrova Cherakina
Ostrova Cherakina är en ö i Antarktis. Den ligger i havet utanför Västantarktis. Chile och Storbritannien gör anspråk på området.